# Constantin Ion Parhon

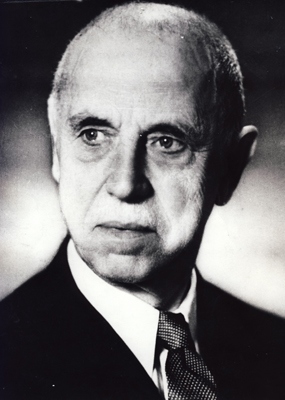
Constantin Parhon

Constantin Ion Parhon (Ausspracheⓘ; * 15. Oktober 1874 in Câmpulung; † 9. August 1969 in Bukarest) war ein rumänischer Arzt, Forscher und Politiker.

## Leben
Constantin I. Parhon wurde 1913 Professor für Nervenheilkunde und Direktor der Nervenheilanstalt in Iași. 1918 gründete er in dem Ort die Forschungsgesellschaft für Neurologie, Psychiatrie und Psychologie. 1921 folgte die Erweiterung der Forschungsgesellschaft um den Bereich der Endokrinologie. 1934–1940 und seit 1945 war er Professor für Endokrinologie an der Universität in Bukarest.
Parhon war Mitglied der Großen Nationalversammlung (rum. Marea Adunare Națională a R.P.R.). Nach der Abdankung von Michael I. wurde Parhon zum Vorsitzenden des fünfköpfigen „Hohen Präsidiums“ gewählt und damit Staatsoberhaupt von Rumänien. Am 15. April 1948 wurde er durch Wiederwahl bestätigt. Am 2. Juni 1952 trat er mit der Begründung zurück, sich vermehrt seinen wissenschaftlichen Studien zu widmen.
1939 wurde Parhon Mitglied der Rumänischen Akademie. 1947 wurde er zum korrespondierenden Mitglied der Akademie der Wissenschaften der UdSSR gewählt. 1956 wurde er korrespondierendes und 1969 auswärtiges Mitglied der Akademie der Wissenschaften der DDR.